# Стериополов, Степан Александрович
Степан Александрович Стериополов — советский хозяйственный и государственный деятель, Герой Социалистического Труда.

## Биография
Родился в 1937 году в селе Виноградовка. Член КПСС.
Окончил Теплицкое училище механизаторов.
В 1958—1992 — тракторист совхоза «Красный» Тарутинского района Одесской области Украинской ССР.
Указом Президиума Верховного Совета СССР от 8 декабря 1973 года присвоено звание Героя Социалистического Труда с вручением ордена Ленина и золотой медали «Серп и Молот».
Делегат XXVI съезда КПСС.
Живёт в селе Красное Одесской области.

## Награды и звания
- Герой Социалистического Труда (08.12.1973)
- Орден Ленина (08.12.1973)
- Орден Октябрьской Революции (08.04.1971)